# 268 f.Kr.

## Händelser

### Efter plats

#### Romerska republiken
- Det romerska denariusmyntet slås för första gången.
- Romarna grundar en koloni i Hirpinien vid Malventum, som de, av vidskepelseskäl, kallar Beneventum (eftersom male betyder dålig och bene betyder bra på latin).
- Tellustemplet invigs.

#### Grekland
- Den atenske statsmannen och generalen Chremonides utfärdar ett dekret, vilket skapar en allians mellan Sparta, Aten och Ptolemaios II av Egypten. Bakgrunden till denna allians ligger i att många grekiska stadsstater, särskilt Aten och Sparta, längtar efter återupprättad självständighet, medan Ptolemaios II vill sätta käppar i hjulet för sin rival, kung Antigonos II av Makedonien. Ptolemaios II:s ambitioner i Egeiska havet hotas av Antigonos flotta, så han bygger därför omsorgsfullt upp en koalition mot Makedonien i Grekland. Han blidkar särskilt Aten genom att förse staden med säd.

## Födda
- Marcus Claudius Marcellus, romersk konsul (död 208 f.Kr.)